# 貴志俊彦
貴志 俊彦（きし としひこ、1959年 - ）は、日本の歴史学者、地域研究者。現職はノートルダム清心女子大学国際文化学部教授、京都大学名誉教授。研究分野は、アジア史、東アジア地域研究、表象・メディア研究など。

## 人物・来歴[1]
兵庫県出身。2025年4月より現職。現在、東京大学大学院情報学環客員教授、日本学術会議第26期連携会員、公益財団法人東洋文庫客員研究員、（韓国）満洲学会誌『만주연구（満洲研究）』編集諮問委員、毎日新聞戦中写真アーカイブ委員会特別顧問などを兼任。
大阪外国語大学外国語学部モンゴル語学科卒業・中国語学科中途退学。広島大学大学院文学研究科博士課程後期単位取得満期修了。島根県立国際短期大学講師、島根県立大学総合政策学部・大学院北東アジア研究科・助教授・教授、神奈川大学経営学部・大学院経営学研究科・教授、京都大学地域研究統合情報センター・教授、同東南アジア地域研究研究所教授などを経て現職。
これまで、日本学術会議第20-25期連携会員、日本学術振興会学術システム研究センター主任研究員（人文学専門調査班）（2020.4-2024.3)、日本歴史学協会国立公文書館特別委員会委員、人間文化研究機構現代中国地域研究東洋文庫拠点・研究分担者、中央研究院近代史研究所訪問学人、慶應義塾大学東アジア研究所研究員、東京外国語大学AA研共同研究員、神奈川大学経営学部・大学院経営学研究科教授、国際日本文化研究センター共同研究員、鳥取大学大学院教育学研究科非常勤講師、広島史学研究会県外評議員、『만주연구（満洲研究）』国外編集委員、日本国際貿易促進協会/週刊『国際貿易』2015年度コラム担当などを歴任。

## 家族・親族
- 兄：NHK元プロデューサー・ディレクターの貴志謙介[2]。

## 著書

### 単著
- 『戦争特派員は見た――知られざる日本軍の現実』（講談社現代新書）（講談社、2025年7月、総220頁） ISBN 978-4065403808
- 『イギリス連邦占領軍と岡山――戦後直後の〈幻の国際社会〉』（岡山文庫388）（日本文教出版社、2025年5月、総158頁）ISBN 978-4821253388
- 『帝国日本のプロパガンダ――「戦争熱」を煽った宣伝と報道』（中公新書2703）（中央公論新社、2022年6月、総232頁） ISBN 978-4-12-102703-0
  - 韓国語版『제국 일본의 프로파간다』（서울： 타커스 、2024年8月、総276頁）ISBN  9788998658809
- 『アジア太平洋戦争と収容所――重慶政権下の被収容者の証言と国際救済機関の記録から』（アジア環太平洋研究叢書 第４巻）（国際書院、2021年2月、総261頁） ISBN 978-4-87791-308-3
- 『中国の歴史・現在がわかる本』第１期１巻（20世紀前半の中国）（かもがわ出版、2017年2月、総36頁） ISBN 978-4-7803-0885-3
- 『日中間海底ケーブルの戦後史――国交正常化と通信の再生』（吉川弘文館、2015年2月、総254頁） ISBN 978-4642082679
- 『東アジア流行歌アワー――越境する音 交錯する音楽人』（岩波現代全書15）（岩波書店、2013年10月、総288頁） ISBN 978-4000291156
- 『満洲国のビジュアル・メディア――ポスター・絵はがき・切手』（吉川弘文館、2010年6月、総248頁） ISBN 978-4642080361
  - 韓国語版『비주얼 미디어로 보는 만주국：포스터·그림엽서·우표』전경선 역（서울：소명출판、2019年3月、総306頁） ISBN 9791159053924

### 編著・共編著
- （渡邉英徳・中島みゆき)『戦中写真が伝える　動物たちがみた戦争』（光文社新書）、（光文社、 2025年7月、総280頁）
- （鍾淑敏)『視覺臺灣――日本朝日新聞社報導影像選輯（再版）』（臺北：中央研究院臺灣史研究所、2023年12月、総443頁）
- （石橋悠人・ 石井香江）『情報・通信・メディアの歴史を考える』（いまを知る、現代を考える 山川歴史講座）、（山川出版社、2023年10月、総212頁）
- （鍾淑敏）『視覺臺灣――日本朝日新聞社報導影像選輯』（臺北：中央研究院臺灣史研究所、2020年12月、総443頁）
- （朱益宜・黄淑薇） 『描かれたマカオ――ダーウェント・コレクションにみる東西交流の歴史　 Images of Macau: East-West Exchange and the Derwent Collection』 日英両文併記（勉誠出版、2020年2月、総227頁）
- （泉水英計・名嘉山リサ）『よみがえる 沖縄 米国施政権下のテレビ映像―琉球列島米国民政府（USCAR）の時代』（不二出版、2020年2月、総281頁）
- （村松弘一）『古写真・絵葉書で旅する東アジア150年』（勉誠出版、2018年3月、総176頁）
- （白山眞理）『京都大学人文科学研究所所蔵　華北交通写真資料集成』全2巻（国書刊行会、2016年11月、論考編総335頁、写真編総443頁）
- （川島真・孫安石）『増補改訂　戦争・ラジオ・記憶』（勉誠出版、2015年8月、総632頁）
- （山本博之・西芳実・谷川竜一）『記憶と忘却のアジア』（青弓社、2015年3月、総248頁）
- （松重充浩・松村史紀）『二〇世紀満洲歴史事典』（吉川弘文館、2012年12月、総840頁）
- 『近代アジアの自画像と他者――地域社会と「外国人」問題』（京都大学学術出版会、2011年3月、総400頁）
- （大里浩秋・孫安石）『中国・朝鮮における租界の歴史と建築遺産』（御茶の水書房、2010年3月、総348頁）
- （谷垣真理子・深町英夫）『模索する近代日中関係－対話と競存の時代－』（東京大学出版会、2009年6月、総342頁）
- （土屋由香）『文化冷戦の時代――アメリカとアジア』（国際書院、2009年2月、総281頁）
  - 中国語版（土屋由香・林鴻亦）『美國在亞洲的文化冷戰』（台北：稲郷出版社、2012年6月、総291頁）
  - 韓国語版（土屋由香）『문화냉전과 아시아: 냉전 연구를 탈중심화하기（文化冷戦とアジア--脱中心化する冷戦研究）』김려실（金麗實）訳、서울：소명출판、2012年6月、総336頁）
- （川島真）『資料で読む世界の8月15日』（山川出版社、2008年7月、総230頁）
- （川島真・孫安石）『戦争・ラジオ・記憶』（勉誠出版、2006年3月、総360頁）
- （甘懐真・川島真）『東亜視域中的国籍、移民與認同』（東亜文明研究叢書58）（台北：台湾大学出版中心、2005年12月、総200頁）
- （荒野泰典・小風秀雅）『「東アジア」の時代性』（渓水社、2005年6月、総244頁）
- （天津地域史研究会（リンダ・グローブ・浜口允子・貴志俊彦）編『天津史-再生する都市のトポロジー-』（東方書店、1999年6月、総294頁）
- （劉海岩・張利民）『天津史文献目録』（東洋学文献センター叢刊別輯23）（東京大学東洋文化研究所附属東洋学文献センター、1998年3月、総497頁）

### 監修
- （井村哲郎）『中国占領地の社会調査３（都市不動産慣行調査）』第16巻～第25巻（近現代資料刊行会、2022年2月）
- （泉水英計・名嘉山リサ）『よみがえる 沖縄 米国施政権下のテレビ映像――琉球列島米国民政府（USCAR）の時代　DVD編』６枚組（不二出版、 2020年2月）
- （井村哲郎）『中国占領地の社会調査３（都市不動産慣行調査）』第1巻～第15巻（近現代資料刊行会、2016年11月）
- 『中国占領地の社会調査２（政治・経済編）』第28巻～第36巻（都市インフラ調査①～⑨）（近現代資料刊行会、2014年1月、総5704頁）

### 分担執筆著書
- 石川禎浩編『20世紀中国史の資料的復元』京都大学人文科学研究所附属現代中国研究センター、2024年7月、351‐392頁「1940年代の「影像力」――総合写真誌『報道写真』『日本写真』から見る戦時下の日本写真業界」）
- Eiichiro Azuma, Kaoru Ueda eds., Japanese America on the Eve of the Pacific War: An Untold History of the 1930s, Stanford: Hoover Institution Press, February 1, 2024. "Perceptions of the 1930s in Local Japanese American Newspapers in Hawai'i: The Nikkei Community and Japan as Portrayed in the Maui Shinbun"
- 陳來幸編『冷戦アジアと華僑華人』（風響社、2023年3月、416-436頁「ペルー華僑の出入国問題と冷戦期に至る中秘関係」）
- Harald Meyer, Shiro Yukawa, Nadeschda Bachem (Hg.), East Asia at a glance: 60th signage. Birthday of Reinhard Zöllner, Gossenberg:  OSTASIEN Verlag, November 2021."Das Schicksal der Deutschen in Kriegszeiten aus asiatischer Perspektive:  Am Beispiel der Wohlfahrtsarbeit des Christlichen Vereins Junger Männer in China während des Zweiten Weltkriegs,” S. 235-264.

- Kaoru Ueda ed., Fanning the Flames: Propaganda in Modern Japan, Hoover Institution Press, June 2021."Chapter 3: Multinational Perspectives of Visualized Journalism on the Sino-Japanese War, A Comparative Study of Meiji Japan, Qing China, and Europe," pp. 42-55.  "Chapter 6: Visual Media Trends during the Russo-Japanese War Period, A Comparative Study of Meiji Japan and Czarist Russia," pp. 80-91.

- 岩間一弘 編著『中国料理と近現代日本――食と嗜好の文化交流史』、慶應義塾大学出版会、2019年12月、323-337頁「太平洋戦争下の食と健康――中国の日本人俘虜は何を食べていたのか」）
- Günther Distelrath, Hans Dieter Ölschleger, Shiro Yukawa (Hg.), Nordostasien in Medien, Politik und Wissenschaft, EB-Verlag, 2019."Das Bild von „Aufbau“ und „Entwicklung“ der lokalen Gesellschaft im Spiegel von illustrierten Zeitschriften der Mandschurei," S. 87-127.

- 土田哲夫編『近現代東アジアと日本――交流・相剋・共同体』（中央大学出版部、2016年11月、151-178頁「戦争と平和のメディア表象―満鉄発行のグラフ誌を手がかりとして」）
- 羽田正編『地域史と世界史』（MINERVA世界史叢書１）（ミネルヴァ書房、2016年10月、40-62頁「東アジア—相関する地域・交錯する地域像」）
- 西崎文子・武内進一編『紛争・対立・暴力――世界の地域から考える』（岩波ジュニア新書842）（岩波書店、2016年10月、131-154頁「中国―キリスト教徒に対する許容と排斥の境界」）
- 村上衛編『近現代中国における社会経済制度の再編』（京都大学人文科学研究所附属現代中国研究センター、2016年9月、429 - 467頁「1970年代東アジアにおける広帯域通信ネットワークの形成――沖縄–台湾間海底ケーブルの建設を契機として」）
- 呉偉明編『在日本尋找中国―現代性及身份認同的中日互同』（香港中文大学出版社、2013年、223 -244頁「『朝日新聞富士倉庫資料』與中日戦争照片審査問題」）
- 浅野亮・川井悟編著『概説近現代中国政治史』（ミネルヴァ書房、2012年7月、247 - 271頁「国旗・国徽・国歌―『中国』をめぐるシンボルとアイデンティティ」）
- 和田春樹他編『岩波講座東アジア近現代通史』別巻（アジア研究の来歴と展望）（岩波書店、2011年9月、313 - 336頁「東アジアにおける『流行歌』の創出――クロスオーバーするレコードと音楽人」）
- 大里浩秋・孫安石編著『租界研究新動態』（上海人民出版社、2011年3月、24 - 53頁「従天津的租界接収問題看東亜地域秩序的変動」）
- エズラ・ヴォーゲル・平野健一郎編『日中戦争期中国の社会と文化 』（慶應義塾大学出版会、2010年6月、97 - 112頁「日中戦争期、満洲国の宣伝と芸文――甘粕正彦と武藤富男」）
- 飯島渉・村田雄二郎・久保亨編『シリーズ20世紀中国史』第2巻（東京大学出版会、2009年8月、191 - 211頁「通信メディアの展開と国際関係」）
- 西村成雄・田中仁編『中華民国の制度変容と東アジア地域秩序』汲古書院、2008年3月、121 - 137頁「戦時期上海の印刷業界の苦悩と希求――『芸文印刷月刊』（1937～1940）を通じて」
- 佐藤卓己・孫安石編『東アジアの終戦記念日 - 敗北と勝利のあいだ - 』（ちくま新書、2007年7月、222 - 239頁「戦後中国の「戦勝」報道」）
- 宇野重昭編『北東アジア研究と開発研究』（国際書院、2002年6月、211 - 232頁「近代中国における＜都市＞の成立――不平等条約下の華と洋」）
- 宇野重昭・増田祐司編『北東アジア世界の形成と展開』（日本評論社、2002年3月、153 - 183頁「日中戦争期、東アジア地域におけるラジオ・メディア空間をめぐる政権の争覇」）
- 曽田三郎『近代中国と日本――「提携」と「敵対」の半世紀』（お茶の水書房、2001年3月、259 - 290頁「天津租界電話問題をめぐる地域と国家間利害」）
- 西村成雄編『現代中国の構造変動 第3巻：ナショナリズム――歴史からの接近』（東京大学出版会、2000年3月、175 - 200頁「近代天津の都市コミュニティとナショナリズム」）
- 曽田三郎編『中国近代化過程の指導者たち』（東方書店、1997年2月、253 - 285頁「永利化学工業公司と范旭東――抗戦下における国家と企業」）
- 横山英・曽田三郎編『中国の近代化と政治的統合』（渓水社、1992年12月、141 - 173頁「『北洋新政』体制下における地方自治制の形成――天津県における各級議会の成立とその限界」）
  - 中国語版「北洋新政体制下地方自治制度的形成――天津県各級議事会的成立及其権限」周俊旗訳（天津社会科学院歴史研究所・天津市城市科学研究会合編『城市史研究』第11-12輯、天津古籍出版社、1996年4月、124 - 152頁）

## 論文（学術雑誌等）
- 「다문화주의 접근법은 ‘동물의 권리’를 보장할 수 있을까 ‒군용동물(軍用動物) 위령비와 일본 육군（Multiculturalism and Animal Rights : Reevaluating the Role of Military Animals in the Japanese Army）」（『만주연구（満洲研究）』제37집、2024年4月、225-245頁）
- 「映画広報人青山唯一が遺したもの――初の大陸映画『東洋平和の道』をめぐって」（『史学研究』第305 号（広島史学研究会創立90周年記念号）、2020年3月31日、290-316頁）
- 「中国近現代史研究のパラダイム・シフトの可能性――私たちはいかに対応すべきか？」（日本現代中国学会学会誌『現代中国』第93号、2019年9月30日、59 - 66頁、査読有）
- （北本朝展・西村陽子・石川禎浩）「華北交通アーカイブ――戦時期広報用写真の研究データベース構築と社会の反応」（『情報処理学会技術報告』2019-CH-121巻12号 、2019年7月25日、1-8頁、査読有）
- 「국경분쟁, 영토문제와 보도 미디어: 아사히(朝日)신문사 후지(富士)창고 자료의 ‘몽골 관련 사진’（Border Disputes, Territorial Issues and the Media: 'Mongolia-related Photos' from the Asahi Shimbun Fuji Warehouse）」（『만주연구（満洲研究）』제27집、2019年4月、11 - 38頁、査読有）
- （亀田尭宙・原正一郎）「東アジア絵葉書データベースのシステム設計 」（『研究報告人文科学とコンピュータ（CH） 』2019-CH-119巻、12号、2019年2月9日、1-4頁、査読有）
- 「東亜的時代性」（孫江主編『人文亜太』第1輯、南京大学出版社、2018年4月、344 - 368頁、査読有）
- 「第二次世界大戦期間画報中有関「事変」與「開発」的媒体表象――以満鉄発行的『満洲画報』、『北支画刊』為線索」（孫秀惠主編『終戦七十年週年：日本帝国及其殖民地的戦争動員與視聴伝播 学術討論会論文集』国立政治大学広告学系・伝播学院、2016年6月、1-22頁）
- 「植民地初期の日本-臺灣間における海底電信線の買収・敷設・所有權の移轉」（『東洋史研究』第70巻第2号、京都: 東洋史研究会、2011年9月、105 - 139頁、査読有）
- "Effects on the Republic of China of the Collapse of the "Empires" after the First World War: Restoration of Sovereignty in the Former Concessions of Germany and Austria-Hungary" （『年報 非文字資料研究」』第6号、神奈川大学非文字資料研究センター、2010年3月、107 - 118頁）
- 「戦争とメディアをめぐる歴史画像デジタル化の試み―満洲国ポスター & 伝単データベース」（『アジア遊学』第113号、勉誠出版、2008年8月、68 - 74頁）
- “Source Material Digitalization and Chinese Studies in Japan”, Asia Research Trend, New Series, No.3（Toyo Bunko、2008年7月、81 - 93頁、査読有）
- “Fusion and Crack between Cultural Policy and Placation Policy in Manchukuo”, Journal of Manchurian Studies, No.7（韓国: 満洲学会、2007年10月、93 - 129頁、査読有）
- “An Analysis of“Victory over Japan Day”Reporting in Chinese Newspaper Media”（『北東アジア研究』第12号、島根県立大学北東アジア研究センター、2007年2月、1 - 17頁、査読有）
- 「中国学と地域情報学の学際的連携――史資料の共有化とデジタル・データベースの可能性」（京都大学地域研究統合情報センター・京都大学東南アジア研究所・京都大学大学院アジア・アフリカ地域研究科『シンポジウム地域研究と情報学：新たな地平を拓く 講演論文集』、2007年2月、97 - 105頁）
- 「長崎上海間『帝国線』をめぐる多国間交渉と企業特許権の意義」（『国際政治』第146号、国際政治学会、2006年11月、21 - 38頁、査読有）
- 「第一次大戦後の在華外国人管理問題――条約未締結国国民の法的処遇をめぐって」（『アジア研究』第52巻第3号、アジア政経学会、2006年7月、35 - 50頁、査読有）
- 「近代中国における国家と民間団体とのかかわり――天津安徽会館関連档案から」（『近きに在りて 』第49号、2006年5月、30 - 42頁、査読有）
- 「東アジア地域の経済関係と政治戦略――『東アジア共同体』構想をめぐる日中韓のヴィジョン形成―」（『総合政策論叢』第11号、、島根県立大学総合政策学会、2006年3月、183 - 191頁、査読有）
- 「東アジアにおけるトランスナショナル・コミュニティの歴史と現状」（『北東アジア研究』第10号、島根県立大学北東アジア研究センター、2006年1月、1 - 9頁、査読有）
- （石川正敏・井上治）「北東アジア地域の社会科学研究のための資料・書誌情報データベース」（『メディアセンター年報』第4号、島根県立大学メディアセンター、2004年3月、35 - 41頁）
- 「日清戦争勃発前年の北東アジアの政治と社会――原田藤一郎『亜細亜大陸旅行日誌并清韓露三国評論』を通じて」（『メディアセンター年報』第4号、島根県立大学メディアセンター、2004年3月、2 - 12頁）
- 「国民政府による電化教育政策と抗日ナショナリズム――「民衆教育」から「抗戦教育」へ」（『東洋史研究』第62巻第2号、京都: 東洋史研究会、2003年9月、126 - 153頁、査読有）
- 「重慶国民政府による日本語プロパガンダ放送」（『アジア遊学』第54号、勉誠出版、2003年8月、23 - 32頁）
- 「日中通信問題の一断面―青島佐世保海底電線交渉をめぐる多国間交渉」（『東洋学報』第83巻第4号、東洋文庫、2002年3月、33 - 57頁、査読有）
  - 中国語版「日中通信問題的一個断面――囲繞青島佐世保間海底電纜一事的多国交渉」（『城市史研究 』第21輯、天津社会科学院出版社、2002年3月、255 - 272頁）
- 「帝国の『分身』の崩壊と『異空間』の創出――第一次大戦期の天津租界接収問題をめぐって」（『近きに在りて』第39号、2001年8月、235 - 252頁、査読有）
- 「戦時下における対華電気通信システムの展開――華北電信電話株式会社の創立から解体まで」（『北東アジア研究』第1号、島根県立大学北東アジア研究センター、2001年3月、245 - 268頁、査読有）
- 「中国城市史研究的課題及其尋求的理論結構框架」（『中央研究院近代史研究所通訊』第30期、台北：中央研究院近代史研究所、2000年9月、73 - 89頁、査読有）
- 「日本中国城市史研究与評析」汪寿松訳（天津社会科学院歴史研究所・天津市城市科学研究会合編『城市史研究』第15-16輯、天津社会科学院出版社、1998年9月、262 - 278頁）
- 「袁世凱政権の内モンゴル地域支配体制の形成――『蒙蔵院』の成立と内モンゴル3特別行政区の設置」（『史学研究』185号、広島史学研究会、1989年、23 - 40頁、査読有）
  - 中国語版「内蒙古地区袁世凱政権統治体制的形成――蒙蔵院的成立和内蒙古三個特別行政区的設置」『国外中国近代史研究』第21輯（中国社会科学学院出版社、1992年12月、121 - 140頁、査読有）

## データベース
- 絵葉書からみるアジア|京都大学貴重資料デジタルアーカイブ（2020年3月公開）
- 華北交通アーカイブ（2019年2月公開）
- 雑誌『北支』データベース（2015年3月公開）
- 『亜細亜大観』データベース（1926年‐1940年頃）（2015年3月公開）
- 『亜東印画輯』データベース（2014年3月公開）
- 柏原英一（1914～2009）写真帳　（2014年3月公開）

## 展覧会企画・協力
- 岡山シティミュージアム企画展「第48回岡山戦災の記録と写真展　戦後80年　空襲と占領──復興と発展の源流」（2025年6月7日〜7月6日）
- ニュースパーク（日本新聞博物館）企画展「戦後80年・昭和100年　報道写真を読む『1億人の昭和史』から『毎日戦中写真アーカイブ』へ」（2025年4月26日～8月31日）

- 京都文化博物館2021年度総合展示第二部「 戦後京都の「色」はアメリカにあった！カラー写真が描く＜オキュパイド・ジャパン＞とその後」（2021年7月24日〜8月19日）

- 京都大学総合博物館・2018年度特別展「カメラが写した80年前の中国―京都大学人文科学研究所所蔵 華北交通写真」(2019年2月3日〜4月14日)
- 立命館大学 国際平和ミュージアム・2016年度秋季特別展「絵葉書にみる日本と中国」（2016年10月1日～12月11日）

## その他
- 資料提供： NHK連続テレビ小説「あんぱん」2025年6月9日～20日（第11・12週）
- 連載コラム：「戦中写真を読む」2024年4月16日～2025年6月末（予定）、『毎日新聞』東京版・ウェブ版
- 日中関係史考証 : NHKスペシャルドラマ 「ストレンジャー～上海の芥川龍之介～ 」2019年12月30日、※3波同時放送 …BS8K・BS4K・総合テレビ
- 取材協力 :  NHK World-JAPAN, “Backstories: History of occupied China through the lens,” June 5, 2019
- 資料提供 :  NHKドキュメンタリー「遺された声〜ラジオが伝えた太平洋戦争」2004年8月14日、総合テレビ